# Rhinosolea microlepidota
 Rhinosolea microlepidota és un peix teleosti de la família dels soleids i de l'ordre dels pleuronectiformes.

## Morfologia
Pot arribar als 2,4 cm de llargària total.

## Distribució geogràfica
Es troba a les costes de les Illes Ryukyu.